# ヤクシニー
「ヤクシニー」は、1984年6月21日に発売された郷ひろみ51作目のシングル。

## 解説
インド神話のヤクシニーをモチーフとしたインド風の楽曲である。
ヤクシニーは「夜叉女」の意味。ヤクシャ（夜叉）と並び、古代インドの神。いつからか、悪人を喰う鬼神となったが、もともとは産土（うぶすな）の神（生産力の象徴）であった。おだやかな人間の顔をした女神ヤクシニーの姿体は豊満で官能的。〈レコード・ジャケットより抜粋〉

## 収録曲
※両曲共に作詞:売野雅勇／作曲・編曲:井上大輔
1. ヤクシニー
2. 八月のエトランゼ